# Дума (вірш)
«Дума» — вірш, написаний Михайлом Юрійовичом Лермонтовим у 1838 році та опублікований в 1839. Один із найважливіших віршів Лермонтова, присвячених громадянській темі.

## Генезис роботи
Вірш «Дума» був написаний Лермонтовим в 1838 році в Санкт-Петербурзі. Рукопис вірша не зберігся.
Уперше вірш «Дума» був опублікований у науково-літературному журналі «Отечественные записки» в 1839 році з цензурною позначкою «С. Петербург 1 січня 1839. Цензор А. Нікітенко. Цензор С. Куторга».
Незабаром після публікації в літературних журналах з'явилися позитивні відгуки від В. Г. Бєлінського («Московский наблюдатель» за 1839, год. II, № 4, від. IV, стор 134), Н. А. Мельгунова («Літературні додатки до „Русского инвалида“», 1839 рік, т.д. I, № 19 (13 травня), стор 414—416).

## Оцінки
В. Г. Бєлінський вважав, що вірш «Дума» є до певної міри сатира, що висловлюється громами обурення, грозою духу скривдженого ганьбою суспільства.до певної міри сатира, що висловлюється громами обурення, грозою духу скривдженого ганьбою суспільства. «Ці вірші писані кров'ю, вони вийшли з глибини скривдженого духу: це крик, це стогін людини, для якої брак внутрішнього життя є злом, що в тисячу разів жахливіше за фізичну смерть!», — писав він.. Також Бєлінський описав «Думу» як «енергійний, могутній за формою, хоча й прекраснодушний дещо за змістом вірш».
Н. А. Мельгунов у виданні «Літературні додатки до „Русский инвалид“» писав, що «Дума» та подібні вірші Лермонтова наштовхують на тяжкий смуток і змушують мимоволі замислюватися. «Дай Бог, аби передчуття не справдилося, щоб покоління наше залишило міцний слід на землі, закарбувавши його плідною думкою і геніальною працею! », — пиcав він. У кінці статті Мельгунов приходить до висновку, що нинішнє покоління ще може зробити що-небудь велике.
Історик літератури П. А. Вісковатов вважав, що у віршах Лермонтова «Дума» і «Поет» є помітним вплив французького поета Огюста Барб'є, а пізніше цю теорію підтримав радянський літературознавець Б. М. Ейхенбаум, який стверджував, що для Лермонтова в цей період лірика Барб'є — взірець громадянської ораторської поезії .